# Major Lazer
Major Lazer – projekt muzyki elektronicznej założony w 2008 roku przez amerykańskiego producenta muzycznego Diplo we współpracy z  brytyjskim DJ-em Switchem. W 2011 roku zaprzestali ze sobą współpracować i w miejsce Switcha do Diplo dołączyli producenci muzyczni Jillionaire i Walshy fire. Ich twórczość obejmuje liczne gatunki, najczęściej łącząc reggae i dancehall z gatunkami Elektronicznej muzyki tanecznej takich jak moombahton i electro house.
Do tej pory wydali trzy albumy studyjne Guns Don’t Kill People... Lazers Do (wydany w 2009), Free the Universe (wydany w 2013) oraz Peace Is the Mission (2015). Grupa zapowiada czwarty albumu studyjny zatytułowany Music Is the Weapon. Grupa Major Lazer wyprodukowała również album Reincarnated Snoop Dogga, który zadebiutował owym albumem jako Snoop Lion.

## Historia

### 2009–2011: debiutancki album

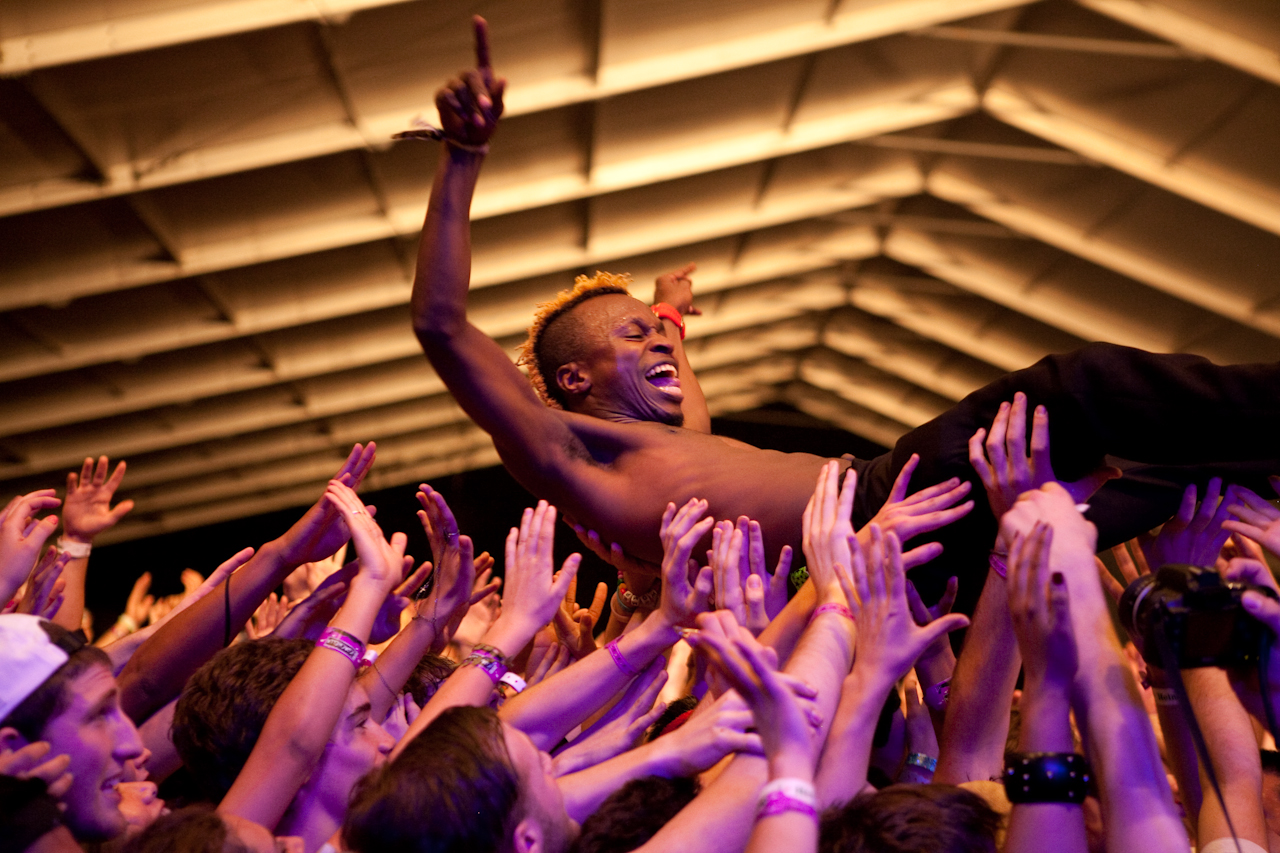
Skerrit Bwoy podczas Coachella Festival 2010.

Pierwszy album Guns Don’t Kill People... Lazers Do został wydany 16 czerwca 2009 roku przez wytwórnię Downtown Records. Album został nagrany na Jamajce w wytwórni Tuff Gong. Zawierał on gościnne wokale takich artystów jak Santigold, Vybz Kartel, Ward 21, Busy Signal, Nina Sky, Amanda Blank, Mr. Vegas, Turbulence, Mapei, T.O.K, Prince Zimboo, Leftside.
Teledysk do utworu „Hold the Line” wyreżyserowany przez Ferry’ego Gouwa był nominowany do nagród MTV Video Music Awards 2009 w kategorii teledysk przełomowy. „Hold the Line” znalazł się również w soundtracku do gry FIFA 10. Teledyski do utworów „Pon de Floor” i „Keep It Goin' Louder” wyreżyserował Eric Wareheim. W 2011 roku sample z utworu „Pon de Floor” zostały wykorzystane w „Run the World (Girls)” amerykańskiej wokalistki Beyoncé.
W 2010 roku duet udostępnił mixtape powstały przy współpracy z La Roux zatytułowany „Lazerproof”. 20 czerwca 2010 roku wydali EP-kę zatytułowaną Lazers Never Die. Zawierała ona dwa nowe utwory i trzy remiksy utworów z pierwszego albumu.

### 2012–13: Free the Universe
W 2012 roku grupę opuścił hypeman Skerrit Bwoy, który występował na koncertach i teledyskach Major Lazer. Pochodzący z Saint John’s na Antigui Skerrit Bwoy postanowił poświęcić swoje życie Bogu. W 2012 roku grupa Major Lazer rozpoczęła współpracę ze Snoop Doggiem, dla którego wyprodukowała większość utworów z albumu Reincarnated. Owa płyta była pierwszą, kiedy użył on pseudonimu Snoop Lion w kontekście swojej twórczości reggae. Switch opuścił grupę pod koniec 2011, jak twierdzi Diplo z powodu „różnic twórczych”. Został on zastąpiony przez DJ i producentów muzycznych Jillionaire'a i Walshy fire'a. We wrześniu 2012 roku członkowie Major Lazer ogłosili, że jego nadchodzący album Free the Universe będzie wydany 12 marca 2013 r. przez wytwórnię Mad Decent.
W 2012 Pentz i Taylor współpracowali jeszcze razem przy utworach „Hello, Hi, Goodbye” Rity Ory i „Push and Shove” (utwór z gościnnym udziałem Major Lazer) grupy No Doubt.
W lutym 2013 roku Major Lazer podpisali kontrakt z niezależną wytwórnią Secretly Canadian. W tym samym czasie ogłosili nową datę premiery albumu Free the Universe na 16 kwietnia.

### 2015: Peace Is the Mission
8 lutego 2015 roku, podczas ceremonii Nagród Grammy Diplo ujawnił szczegóły trzeciego albumu Major Lazer. Potwierdził, że na płycie wystąpią gościnne tacy artyści jak Ariana Grande, Ellie Goulding i Pusha T. Trzeci album studyjny Major Lazer nosi nazwę Peace Is the Mission. Pierwszy singiel „Lean On” jest we współpracy z francuskim DJ i producentem DJ-em Snake’em i gościnnym udziałem duńskiej wokalistki MØ został wydany 2 marca. Premierę całego albumu zapowiedziano na 1 czerwca 2015 roku.

## Członkowie grupy
Obecni członkowie
- Diplo (Thomas Pentz) – producent muzyczny, autor tekstów
- Jillionaire (Christopher Leacock) – producent muzyczny
- Walshy fire (Leighton Walsh) – producent muzyczny

Byli członkowie
- Switch (David Taylor) – producent muzyczny, autor tekstów
- Skerrit Bwoy (Dale Richardson) – hypeman

## Dyskografia

### LP
- 2009: Guns Don’t Kill People... Lazers Do
- 2013: Free the Universe
- 2015: Peace Is the Mission
- 2020: Music is the Weapon
- 2023: Piano Republic (Major Lazer & Major League DJz)

### EP
- 2010: Lazers Never Die
- 2011: Original Don
- 2014: Apocalypse Soon
- 2017: Know No Better
- 2019: Africa is the Future
- 2020: Soca Storm

### Kompilacje
- 2018: Essentials

### Remix albumy
- 2013: Lazer Strikes Back Vol. 1
- 2013: Lazer Strikes Back Vol. 2
- 2013: Lazer Strikes Back Vol. 3
- 2013: Lazer Strikes Back Vol. 4
- 2014: Lazer Strikes Back Vol. 6

### Mixtape’y
- 2010: Lazerproof (Major Lazer & La Roux)
- 2018: Afrobeats Mix

## Nagrody i Nominacje

### MTV Video Music Awards
| Rok  | Nominowane dzieło | Kategoria           | Rezultat  |
| ---- | ----------------- | ------------------- | --------- |
| 2009 | „Hold the Line”   | Teledysk przełomowy | Nominacja |

### World Music Award
| Rok  | Nominowane dzieło             | Kategoria                 | Rezultat  |
| ---- | ----------------------------- | ------------------------- | --------- |
| 2014 | „Bubble Butt”                 | Najlepsza piosenka świata | Nominacja |
| 2014 | „Watch Out for This (Bumaye)” | Najlepsza piosenka świata | Nominacja |
| 2014 | Free the Universe             | Najlepszy album świata    | Nominacja |
| 2014 | „Bubble Butt”                 | Najlepszy teledysk świata | Nominacja |
| 2014 | „Watch Out for This (Bumaye)” | Najlepszy teledysk świata | Nominacja |